# Unbipentium
Unbipentium, eller grundämne 125 med den kemiska beteckningen Ubp, är det tillfälliga IUPAC-namnet. Det kan också kallas eka-neptunium efter Dmitrij Mendelejevs förutsägelser om det periodiska systemet. 
Unbipentium är det sjunde grundämnet i den åttonde perioden i det periodiska systemet. Det har ännu inte gjorts några försök att framställa ämnet.